# 黑洋紫荊旗
黑洋紫荊旗（英語：Black Bauhinia flag），或称黑紫荊旗，是產生於2019年反對逃犯條例修訂草案運動的黑底白花旗帜，由香港網民修改紅底白花區旗而成，並為民主派示威者所用。

## 設計
黑紫荊旗設計有多種類型：有的比較簡單，只是更換區旗的紅底為黑底；有的還移除了與中华人民共和国国旗相呼應的五顆星，並有花瓣枯萎；還有的更是花瓣都沾有血跡且旗幟長短比區旗更接近於正方形，創作者認為一國兩制正在不斷凋零，港人的基本權利正一步步遭侵蝕。
- 改用黑底
- 去除五星，花瓣枯萎
- 花瓣枯萎更為細緻

## 使用

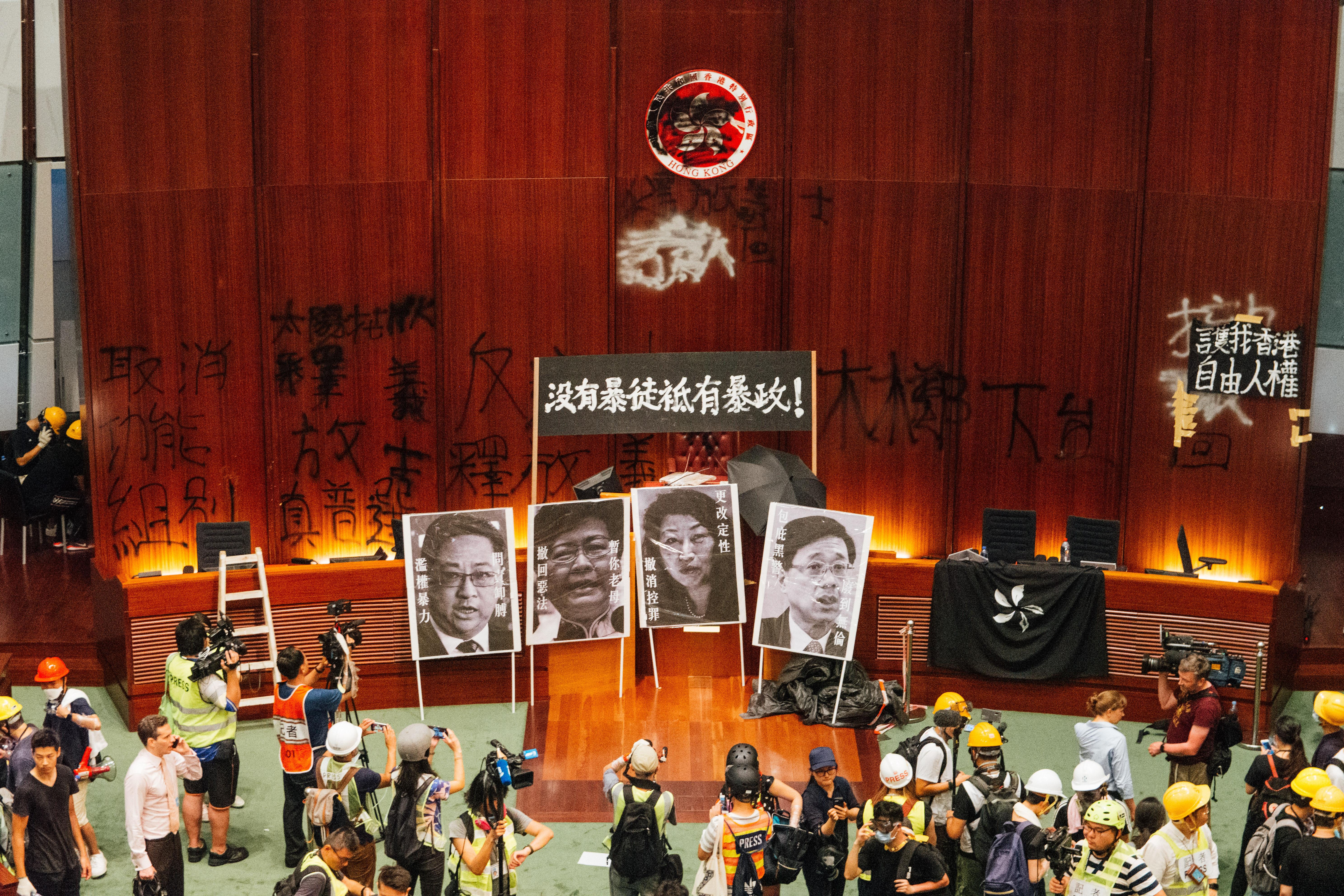
示威者於立法會會議廳展示標語，背後有黑洋紫荊旗

黑洋紫荊旗曾用於2019年香港七一衝突，當時立法會綜合大樓外及金紫荊廣場的五星紅旗被降下，黑洋紫荊旗被升上，區旗則被降半旗作示威，區徽上的白洋紫荊亦被黑漆噴塗，只留下「香港特別行政區」的字樣，以示議會不能反映民意。
此後，黑洋紫荊旗繼續出現於不同場合，例如香港眾志曾於2019年7月中環遮打道的和平紀念碑升起黑洋紫荊旗，以悼念反修例運動中自殺的市民，一些遊行人士則在同月7日的遊行中在香港西九龍站外的旗杆掛上黑洋紫荊旗。翌月，一群香港理工大學學生與校長滕錦光對話不果後，將校園內旗桿上的校旗換上黑色紫荊旗。9月，在香港大球場舉行的世界盃外圍賽期間，有球迷在看台高舉黑洋紫荊旗及身穿黑洋紫荊旗上衣。
2020年3月3日在ViuTV播出的《究竟食咗乜》節目上，藝人黃秋生頭上的黑洋紫荊旗棒球帽被模糊處理，有網民質疑電視台自我審查。
除示威者外，亦有警察在執勤期間戴上貼有黑洋紫荊旗的頭盔。而西班牙巴塞隆拿舉行的加泰隆尼亞獨立運動示威中，有示威者舉起黑洋紫荊旗，與加泰隆尼亞旗並列。在臺灣，也有網民在Facebook換上黑洋紫荊旗作頭像。

## 法律問題
這些設計曾一度被香港海關及香港警務處認為涉及《中華人民共和國香港特別行政區區旗、區徽使用暫行辦法》及著作權問題。有律師及建制派人士，如陸偉雄皆認為「黑紫荊旗」並不符合區旗規格，且非獲授權，已抵觸《中華人民共和國國旗法》。不過他表示，除非有足夠證據，否則難以追究有關旗幟來源。而普遍人士都認為此旗幟目的並非要刻意改變區徽以達成侮辱的效果，而只想表達一國兩制已「死」的意思。陳曼琪律師認為，黑紫荊圖像及黑旗屬不合規格的區徽及區旗，言論自由及表達自由絕非毫無限制。對於將黑色洋紫荊花用作頭像的行為，關鍵評論網有評論文章認為這些設計由於在是否為區旗或區徽、是否屬於玷汙的方面值得商榷，因而無法完全排除使用這些設計作為頭像的法律風險，但在忠於人權的法律分析下香港人具有使用這些設計的權利。
2022年12月19日，烏克蘭國防部在Twitter發布感謝52個國家超過兩萬人協助烏克蘭抵抗俄羅斯侵略的影片，在片段中感謝支持烏克蘭的各國一幕展示出代表香港的黑洋紫荊旗。行政長官李家超指出事件涉及外交事務，已派外交部駐香港特派員公署溝通，會循外交途徑處理。而香港政府發言人指不會評論個別個案，而個別行為是否觸犯法律，須視實際情況，包括相關事實、行為、意圖及所得證據，若有任何違法行為，會依法處理。
2023年5月，香港政府向立法會提交《區旗及區徽條例》修訂草案，建議將《區旗及區徽條例》與經修訂的《國旗及國徽條例》及《國歌條例》保持一致。而「保護區旗、區徽」條文亦擴大禁止使用的範圍，包括明確禁止任何人公開及故意以焚燒、毀損、塗劃、玷污、踐踏區旗、區徽或其圖像的方式，或以其他方式侮辱區旗或區徽，或意圖侮辱區旗或區徽而故意發布侮辱區旗或區徽的情況，涵蓋現實生活及網絡世界中的侮辱行為。
2023年6月，一名在日本留學的香港學生涉嫌曾把Facebook帳戶頭像換上黑色洋紫荊水印，返回香港後被香港警務處國家安全處以「煽動分裂國家罪」拘捕，之後正式落案起訴一項「作出一項或多項煽動意圖的作為」罪。